# Ciudad de Granada
Il Ciudad de Granada è un traghetto appartenente alla compagnia di navigazione Grimaldi Trasmed.

## Servizio
Varato il 25 ottobre 2000 nel cantiere navale Astillero Hijos de J. Barreras di Vigo con il nome di Sorolla e consegnato il 10 maggio 2001 alla Trasmediterránea, prende servizio il 21 maggio nei collegamenti tra Barcellona e Palma di Maiorca.
Nel giugno del 2001 viene aggiunto uno scalo a Valencia.
Da settembre 2006 a febbraio 2007 opera nei collegamenti tra Cadice e le Isole Canarie. Successivamente, torna in servizio tra Barcellona e le Baleari.
L'8 aprile 2012 viene trasferito nei collegamenti tra Almería e Melilla.
Il 14 ottobre 2013 viene trasferito a Palma di Maiorca, dove viene disarmato. 
Il 2 dicembre 2013 torna in servizio nei collegamenti tra Barcellona e le Baleari. Saltuariamente, continua ad operare anche nei collegamenti tra Almería e Melilla.
Il 2 dicembre 2017 entra in collisione con la banchina del porto di Almería, riportando ingenti danni allo scafo. Riparato, nello stesso mese torna regolarmente in servizio.
Nel marzo del 2019 viene ribattezzato Ciudad de Granada.
Nel luglio del 2021 viene acquistato dalla Grimaldi Trasmed, continuando nei collegamenti da Barcellona e Valencia alle Baleari.
Da fine gennaio a maggio 2023 viene sottoposto ad intensi lavori di ristrutturazione a Beşiktaş, durante i quali vengono installati gli scrubber al fumaiolo, un impianto di trattamento delle acque di zavorra ed è stato eseguito un completo refitting degli interni.

## Navi gemelle
- Fortuny